# Consulta Femenina
La Consulta Femenina es una entidad permanente de consulta dependiente del Pontificio Consejo de la Cultura formado por 37 mujeres de distintas profesiones que pretende resaltar el papel de la mujer en la Iglesia católica, tomando en consideración las reflexiones e intercambios producidos en sus encuentros. Fue organizado por el cardenal Gianfranco Ravasi y presentado oficialmente en 2017 en el Día Internacional de la Mujer.

## Miembros
La tabla muestra las primeras mujeres miembros del organismo.
| Consultora              | Actividad |
| ----------------------- | --- |
| Giorgia Abeltino        | Directora de Políticas Públicas en el Instituto Cultural de Google y Directora de Política Pública de Italia, Grecia y Malta.                              |
| Laura Bastianelli       | Docente, psicóloga y psicoterapeuta. |
| Laura Biagiotti         | Diseñadora de alta costura. |
| Giovanna Boda           | Jefe del Departamento de Igualdad de Oportunidades de la Presidencia del Consejo de Ministros de Italia.                                                   |
| Stefania Brancaccio     | Vicepresidenta del grupo industrial COELMO. |
| Nancy Brilli            | Actriz. |
| Marta Cagnola           | Periodista radial. |
| Consuelo Corradi        | Socióloga y profesora de la LUMSA de Roma. |
| Ida del Grosso          | Directora de la cárcel femenina de Rebibbia en Roma. |
| Caterina Doglio         | Periodista de RAI. |
| Mariella Enoc           | Directora general del Hospital pediátrico Bambino Gesù. |
| Marcella Farina         | Teóloga, religiosa salesiana y profesora emérita de la Pontificia Facultad de Ciencias de la Educación Auxilium.                                           |
| Sira Fatucci            | Coordinadora de memoria del Holocausto para la UCEI (Unión Italiana de Comunidades Judías).                                                                |
| Micol Forti             | Directora de la colección de Arte Contemporáneo de los Museos Vaticanos.                                                                                   |
| Maria Chiara Gadda      | Diputada de Italia. |
| Elena Giacchi           | Ginecóloga y profesora del Centro Estudios e Investigación para la Regularización Natural de la Fertilidad de la Universidad Católica del Sagrado Corazón. |
| Roberta Gisotti         | Periodista y escritora. |
| Eva Gullo               | Economista y presidenta de Polo Lionello Bonfanti de economía de comunión.                                                                                 |
| Shahrzad Houshmand      | Teóloga iraní. |
| Mónica Jiménez          | Embajadora de Chile ante Israel. |
| Emma Madigan            | Primera embajadora de Irlanda ante la Santa Sede. |
| Monica Maggioni         | Presidenta de la RAI y vicepresidenta de la Unión Europea de Radiodifusión.                                                                                |
| Fiona May               | Atleta especialista en salto de longitud. |
| Mary Melone             | Rectora de la Pontificia Universidad Antonianum. |
| Donna Orsuto            | Rectora del Centro laico en Foyer Unitas. |
| Chiara Palazzini        | Directora del CLAS y profesora de la Pontificia Universidad Lateranense.                                                                                   |
| Maria Rita Parsi        | Escritora, psicóloga y psicoterapeuta. |
| Paola Pica              | Periodista del Corriere della Sera. |
| Maria Bruna Romito      | Profesora de historia de la Universidad Católica Pázmány Péter.                                                                                            |
| Daniela Ropelato        | Profesora de ciencia política de la Universidad Pontificia de Santo Tomás de Aquino.                                                                       |
| Maria Giovanna Ruggieri | Presidenta de la Unión Mundial de las Organizaciones Femeninas Católicas.                                                                                  |
| Marzia Salgarello       | Directora de la Unidad Operativa de Cirugía Plástica de la Fundación Policlínico Universitario Agostino Gemelli.                                           |
| Renata Salvarani        | Profesora de historia del cristianismo de la Universidad Europea de Roma.                                                                                  |
| Lucetta Scaraffia       | Historiadora, periodista y profesora de la Universidad de Roma La Sapienza.                                                                                |
| Elisabetta Soglio       | Periodista del Corriere della Sera. |
| Yasemin Taşkın          | Corresponsal de la televisión estatal turca y de la revista Limes.                                                                                         |
| Amelia Uelmen           | Profesora de la Escuela de Leyes de la Universidad de Georgetown.                                                                                          |